# ČZU Farmers Prague
ČZU Farmers Prague je pražský univerzitní hokejový tým reprezentující Českou zemědělskou univerzitu. Od sezóny 2024/25 startuje v Univerzitní lize ledního hokeje.

## Historie
Ještě před vznikem Farmers reprezentovali studenti ČZU spolu se studenty ČVUT a VŠE tým Engineers Prague.
Od sezóny 2023/24 však za Engineers hrají jen studenti ČVUT a i to bylo impulzem pro vytvoření hokejového klubu na ČZU, který byl založen v roce 2024. Trenérem Farmers se stal Petr Vecko a jeho asistentem Kryštof Kovařík.
Ve svém prvním utkání v rámci ULLH porazili hráči Farmers královéhradecké UNIted 4:0.
Hned ve své první sezóně byli Farmers součástí diváckého rekordu Univerzitní ligy, když na semifinálová utkání Bitvy o Prahu 2024 přišlo 9200 diváků.

## Historické názvy
- 2024 – ČZU Farmers Prague (Česká zemědělská univerzita Farmers Prague)

## Statistiky

### Přehled ligové účasti

#### Stručný přehled
- 2024– : ULLH

#### Jednotlivé ročníky
| Česko (2024-) |        |    |     |          |          |       |
| Ročník        | Soutěž | PK | ZČ  | Play-off | Cel. um. | Pozn. |
| 2024/2025     | ULLH   | 12 | 11. | Ne       | 11.      |       |